# Jó helyen, jó időben (Így jártam anyátokkal)
A Jó helyen, jó időben az Így jártam anyátokkal című televízió-sorozat negyedik évadának huszonkettedik epizódja. Eredetileg 2009. május 4-én vetítették, míg Magyarországon egy évvel később, 2010. május 31-én.
Ebben az epizódban Ted felidézi életének azon pillanatainak sorozatát, amelyek kellettek ahhoz, hogy jó helyen legyen, jó időben. Barney a 200. hódítására készül, Marshall pedig az őrületbe kergeti a GNB grafikusait.

## Cselekmény
Jövőbeli Ted elmeséli a gyerekeinek egy napjának történetét, mely az önálló építészcégének megalapítása után nem sokkal történt. Ezek az események vezettek el ahhoz, hogy találkozhatott az anyjukkal. Ted a sárga esernyővel sétált az utcán, benézett az újságoshoz, pénzt adott egy hajléktalannak, majd megállt a zebránál, ahogy egy nő tette a kezét a vállára...
Az események azzal kezdődtek, hogy Ted nehezen tudta fenntartani építészcégét. A legújabb megrendelés egy gyorsétteremre vonatkozik, de azt kérik, legyen kalap formájú. Ted panaszkodik a kreativitás hiányára, amire Robin azt tanácsolja neki, hogy sétáljon egyet. Elhatározza, hogy elmegy egy bagelért, és magával viszi az esernyőt is, mert azt mondják, esni fog. Ahogy leér a lépcsőn, először jobbra fordult volna, aztán meggondolta magát, és balra indult el. Mégpedig azért, mert eszébe jut, hogy ahová indult, ott Robin ételmérgezést kapott nemrég, így a második kedvenc bageleséhez indul.
A bárban Barney azzal henceg, hogy hamarosan meglesz a kétszázadik hódítása, egy cseh szupermodell, Petra Petrova. Számára fontos ez a szám, mert még amikor iskolás volt, Matthew Panning, egy fiú, aki mindig piszkálta őt, azzal hencegett, hogy neki vagy száz nő megvolt már. Ő pedig megfogadta, hogy neki majd kétszáz lesz meg. Ahogy számolják a neveket, Robin észreveszi, hogy egy nő kétszer szerepel rajta, így igazából csak 198 nő volt meg neki eddig. Barney, hogy a szupermodell lehessen a kétszázadik, gyorsan elmegy a konditerembe, ahol felszed egy testépítőt. Amikor visszatér a bárba, Robin közli, hogy tévedtek, mert egy számot meg kétszer írt fel, így ez lett a kétszázadik. Ted azért nézett be az újságoshoz sétára indulva, hogy megnézze azt a testépítő magazint, amelyikben Barney randija is szerepel.
Ahogy a kétszáz hódításról beszélgetnek, Marshall magához ragadja a kezdeményezést, és különféle grafikonokkal mutatja be Barney csajozási szokásait. Később teljesen a rabjává válik a grafikonoknak és diagramoknak, és annyira túlzásba viszi a használatukat, hogy a többiek szerveznek egy közbelépést. Ráadásul az összes grafikont a szemétbe dobják, köztük olyanokat is, amelyekre szüksége lenne egy prezentációhoz. Ted magára vállalja, hogy visszaszerzi azokat, mégpedig egy hajléktalantól, aki egymillió dollárt kér tőle. Ted azt mondja, rendben, de csak úgy, ha minden nap kap egy dollárt, és így tudják le. Az üzlet megköttetik, és Ted a sétája során ezért adta azt a pénzt a hajléktalannak. Nem sokkal ezután történt az, hogy egy női kéz érintette meg a vállát. Jövőbeli Ted szerint vicces, hogy az életben a dolgok néha sorsszerűen alakulnak, akkor is, amikor az ember azt hiszi, hogy irányítja azt. Mert ha ez nem lett volna így, akkor a gyerekei sosem születtek volna meg. Az epizód végén látható, hogy a női kéz Stellához tartozik.
A záró jelenetben Barney meghívta a bárba Matthew Panninget, hogy elhencegjen neki azzal, hogy megvolt a kétszázadik hódítása. Panning egyszerre ámul és szörnyed el ezen, közölve, hogy a suliban ő ezt nyilvánvalóan csak hazudta, és hogy azóta már rég túllépett ezen és családja van. Barney összetépi a listát, majd elkezd gondolkozni, hogy most ezután mihez fogjon – majd mosolyogva néz Robinra.

## Kontinuitás
- A "Kisfiúk" című rész óta tudjuk, hogy Barneynak van egy listája, viszont a "Selejtező" című részben letagadta, hogy bármikor is listázna. Mivel azonban rutinos hazudozónak számít, elképzelhető, hogy erről a listáról nem is beszélt a többieknek - vagy egyszerűen csak ezen epizód után készítette.
- A konditerem "A görcs" című részben már látható volt.
- A többiek ismét közbelépést szerveznek.
- Ted először látja Stellát a "Boldogan élek" című rész óta.
- Marshall ismét beveti a halas stand up-műsorát, hogy időt nyerjen Tednek visszaszerezni a grafikonokat.
- Barney láthatóan megretten, amikor Robin a hányását arra fogja, hogy biztos terhes. Korábban "A nem apák napja", majd később "A legutolsó cigi" és a "Téves riasztás" című részekben tesz majd így.
- Barney szerint Robin gyanúsan csendben van, amikor a szexpartnereinek a számáról kellene beszélnie. "A pofogadás" című részben Ted megtudja a pontos számot, amin még ő is megdöbben.

## Jövőbeli visszautalások
- Azt, hogy Barney lefeküdt 200 nővel, megemlítik "A tökéletes hét", a "Befejezetlen", "A tökéletes koktél" és a "Lovagias Ted" című részekben.
- A "Lovagias Ted" című rész alapján Barney több mint 250 nővel feküdt le addigra, ami Robint egyáltalán nem zavarja.
- Robin a "De, ööö.." kifejezést használja kétszer is.

## Érdekességek
- Jövőbeli Ted szerint az epizód 2009 májusában játszódik, ami lehetetlen, figyelemmel arra, hogy a kettővel későbbi "Az ugrás" című rész a születésnapján játszódott, ami áprilisban van.
- Marshall grafikonjai alapján Barney 16 éves kora óta él szexuális életet, azonban az "Először New Yorkban" című rész alapján 23 évesen vesztette el a szüzességét.
- Mikor Ted lefelé megy a lépcsőn a házuk előtt, hiányzik a MacLaren's Bár táblája a falról.
- Barney kétszázadiknak vágyott szexpartnere, Petra Petrova a magazin 83. oldalán szerepel, mely szám Barney kedvenc száma.
- Ebből az epizódból is hiányzik szülési szabadsága miatt Alyson Hannigan, Cobie Smulders pedig láthatóan terhes.
- Marshall egyik ábráját Ceciliának hívják, ami egy utalás az azonos című Simon and Garfunkel dalra. A kedvenc bárjai közt szerepelteti továbbá a második helyen a "McGee's Pub"-ot, ami egy, a való életben is létező hely, melyről a sorozatbeli MacLaren's Bárt mintázták.

## Zene
- Guided by Voices - Glad Girls

## Vendégszereplők
- Dan Castellaneta - Milt
- Sarah Chalke - Stella Zinman
- Kurt Long - időjárásbohóc
- Kit Pongetti - Fran
- John Duerler - Harlen Johnsen
- Joel McCrary - Ged Wilkinson
- Katie Hein - Jenni
- Mary Ann Jarou - Jenny
- Bianca Lopez - Gennie
- Tanner Maguire - Barney Stinson gyerekként
- Steven Montfort - Matthew Panning